# Maurice (película)
Maurice es una película de drama romántico británica de 1987 basada en la novela homónima escrita por E. M. Forster. Producida por Ismail Merchant por medio de Merchant-Ivory Productions y Channel Four Films, el filme fue dirigido por James Ivory y su guion fue escrito por el mismo Ivory y Kit Hesketh-Harvey. 
Protagonizada por James Wilby como Maurice, Hugh Grant como Clive y Rupert Graves como Alec, los actores secundarios incluyen a Denholm Elliott como el Dr. Barry, Simon Callow como Mr. Ducie, Billie Whitelaw como Mrs. Hall y Ben Kingsley como Lasker-Jones.
En el Festival Internacional de Cine de Venecia de 1987, donde el filme se estrenó el 29 de agosto, obtuvo el León de Plata (otorgado a James Ivory), el premio Osella de oro a Mejor Partitura Original (obtenido por Richard Robbins) y el premio al Mejor Actor (en este caso, compartido por James Wilby y Hugh Grant). En 1988, los diseñadores de vestuario del filme, Jenny Beavan y John Bright, fueron nominados a un Premio Óscar por Mejor Diseño de Vestuario.

## Resumen
La historia se sitúa en la Inglaterra victoriana de finales del siglo XIX y comienzos del XX. Maurice Hall (James Wilby), a la edad de 14 años, recibe una charla de su maestro sobre el sexo y las mujeres. Esta escena establece el tono del resto de la película, pues Maurice se siente aislado, y excluido de la idea adulta del matrimonio con una mujer como meta en la vida. Además se enraiza su profundo desdén hacia su propia clase social (media), al percibir que su maestro no tiene la capacidad de ver más allá de las normas sociales, haya lo que haya detrás.
Cuando Maurice llega a la universidad de Cambridge entabla prontamente amistad con su compañero de estudios Clive Durham (Hugh Grant), quien le inicia en la lectura de las antiguas escrituras griegas sobre el amor homosexual. Durante dos años viven una relación estrecha aunque excedidamente casta, que deben ocultar a todo el mundo que conocen. Es evidente que Maurice espera más de su amor platónico, pero paulatinamente queda claro que Clive está igualmente ligado a la visión de la sociedad de lo que está bien y mal. Tiene intención de casarse, a pesar de las dificultades que eso conllevaría. Decepcionado y herido por el rechazo de Clive, Maurice busca asesoramiento psiquiátrico, en una escena no falta de humor, pero que expone sin piedad las limitaciones emocionales y la desorientación de la sociedad, encarnadas por el doctor Barry, que ni siquiera puede comprender la situación de Maurice. En la época, las únicas publicaciones sobre homosexualidad eran en alemán, y por tanto difícilmente accesibles para doctores ingleses. Careciendo de ningún conocimiento real sobre la homosexualidad, el doctor Barry simplemente rechaza los sentimientos de Maurice calificándolos de "tonterías".
Maurice se hace mayor, deja la universidad sin sacar el título, adopta los hábitos y las vestimentas de un dandi y obtiene un buen trabajo de corredor de bolsa. En su tiempo libre, ayuda en un gimnasio de boxeo para chicos de clase trabajadora, de una misión cristiana.
Llegado a un punto, Maurice se cita con un hipnotista, Mr. Lasker-Jones, para intentar "curarse". Lasker-Jones se refiere a su condición como "homosexualidad congénita" y afirma tener un 50% de éxito en "curar" a hombres gais. También menciona que el 25% no consiguieron ser curados. Tras la primera sesión es evidente que la terapia ha fallado.
Los anhelos frustrados de Maurice parecen cumplirse cuando le invitan a quedarse en Penge, la mansión de Clive Durham. Allí trabaja el joven guardabosques- y al principio inadvertido - Alec Scudder (Rupert Graves) (llamado simplemente Scudder, por la diferencia de clases), quien se ha fijado muy bien en Maurice. Aparece en momentos puntuales, como acechando el deseo de Maurice, hasta que una noche el muchacho simplemente usa una escalera para subir a su cuarto, respondiendo a una llamada nocturna que nadie más escucha.
Tras su primera noche juntos, Maurice entra en pánico y Alec, por su forma de ser tratado, se asusta también y hace como si quisiera chantajear a Maurice. Maurice busca una vez más la ayuda de Lasker-Jones, y el hipnotizador, sabiendo que la terapia está fallando, le dice a Maurice que considere irse a otro país donde la homosexualidad no es condenada, como Francia o Italia. Maurice se pregunta si la homosexualidad será aceptada alguna vez en Inglaterra, a lo que Lasker-Jones responde: "Lo dudo. Inglaterra siempre ha sido reticente a aceptar la naturaleza humana". Maurice le muestra una carta de Alec y le pregunta si él le llevaría a juicio, por temor a que Alec le cuente a otros sobre su condición, pero Lasker-Jones no está seguro. Maurice tiene que decidirlo por su cuenta.
Maurice y Alec se encuentran en el Museo Británico en Londres, para discutir el tema. En una emotiva escena descubren que los dos están enamorados del otro, después de que Maurice diga que se llama Scudder, al preguntar éste por su nombre. Esta transgresión de las diferencias de clase fortifica en el acto el lazo entre los dos hombres .
Tras otra noche juntos, Scudder le cuenta que tiene un pasaje para Argentina, de donde no regresará. Tras un resentimiento inicial, Maurice lo acepta y decide al menos ir a despedir a Alec. Se queda atónito al ver que no está. Rápidamente, vuelve a Penge, y encuentra a Alec en el embarcadero. Éste le dice que le había enviado un telegrama, mostrando su deseo de estar con él y no separarse más. Y de hecho los dos se reúnen allí, y viven para siempre felices.
Maurice visita a Clive una última vez, para concluir su relación, y mostrarle su visión de futuro con Alec. La impotencia de Clive al oírlo le deja sin palabras y sin saber comprender. Entretanto Maurice desaparece hacia el bosque para reunirse con Alec.

## Reparto
| Actor                | Personaje                   | Notas         |
| -------------------- | --------------------------- | ------------- |
| James Wilby          | Maurice Hall                |               |
| Hugh Grant           | Clive Durham                |               |
| Rupert Graves        | Alec Scudder                |               |
| Denholm Elliott      | Dr. Barry                   |               |
| Simon Callow         | Sr. Ducie                   |               |
| Billie Whitelaw      | Sra. Hall                   |               |
| Barry Foster         | Dean Cornwallis             |               |
| Judy Parfitt         | Sra. Durham                 |               |
| Phoebe Nicholls      | Anne Durham                 |               |
| Ben Kingsley         | Lasker-Jones                |               |
| Patrick Godfrey      | Simcox, mayordomo de Durham |               |
| Mark Tandy           | Lord Risley                 |               |
| Kitty Aldridge       | Kitty Hall                  |               |
| Helena Michell       | Ada Hall                    |               |
| Catherine Rabett     | Pippa Durham                |               |
| Peter Eyre           | Reverendo Borenius          |               |
| Orlando Wells        | Joven Maurice               |               |
| Julian Wadham        | Hull                        |               |
| Richard Warner       | Juez                        |               |
| Helena Bonham Carter | Mujer en juego de cricket   | No acreditada |

## Comentarios
En 2002 se lanzó una versión para DVD, que incluyó escenas cortadas del original y comentarios del guionista y los protagonistas principales del filme.